# Acción común
Acciones comunes u ordinarias es una forma corporativa de la equidad de propiedad, de un tipo de valor. Los términos derecho a voto o acción ordinaria también se utiliza con frecuencia en otras partes del mundo; "acción común" se utiliza principalmente en los Estados Unidos.
Es llamado "común" para distinguirlo de las acciones preferentes. Si ambos tipos de acciones existen, común a los accionistas no pueden ser pagados dividendos hasta que todas las acciones preferentes paguen dividendos en su totalidad.
En el caso de quiebra, las acciones comunes de los inversores reciben los fondos restantes después que los tenedores de bonos, los acreedores (incluidos los empleados), y los accionistas preferentes son pagados. Como tal, las acciones comunes de los inversores a menudo no reciben nada después de una quiebra.
Por otro lado, las acciones comunes en promedio tienen un mejor desempeño que las acciones preferentes o bonos a lo largo del tiempo.

## Derechos de los accionistas
Derechos de los accionistas es más conceptual que técnica o efectivo. La información de lo que la gente piensa que son los derechos de los accionistas puede ser encontrado en las Cartas Corporativas y documentos de Gobierno, pero las empresas no tienen la debida documentación de esbozar los "Derechos de los Accionistas."
Algunas acciones ordinarias compartidas tienen derecho a voto, en ciertas cuestiones, tales como la elección de la junta directiva. Sin embargo, una empresa puede tener una clase de acciones comunes "con voto" y "sin voto".
Hipotéticamente hablando, los titulares de acciones preferentes pueden influir en la corporación a través de votos al establecer los objetivos de la empresa y la política, la división de acciones, y la elección del directorio de la empresa. En la práctica, es cuestionable si es o no que este tipo de acciones pueden ser organizados o fallar en su favor. Algunos de los tenedores de acciones comunes también reciben el derecho de suscripción preferente, que conserven su participación proporcional en una empresa que debe emitir otra oferta de acciones.
No hay dividendos fijo pagados a los accionistas comunes y por lo que sus rendimientos son inciertos, dependiendo de los ingresos, la compañía de reinversión, la eficiencia del mercado en el valor y la venta de acciones.
Beneficios adicionales de acciones comunes incluyen ganar dividendos y la apreciación de capital.

## Clasificación
Las acciones ordinarias se clasifican para diferenciar la cuota de los fundadores de la cuota de las acciones públicas. Cuota de participación; 'Clase C', que no conlleva los derechos de voto y un puro equivalente a un imaginario en papel que le da derecho del accionista a nada. Clase "A-Share" se utiliza con frecuencia para designar a la porción pública de la firma de acciones comunes, mientras que 'B-Share' se utiliza para la cuota de los fundadores. B-Share por lo general tiene más derechos de voto, a veces 10 votos por acción, en comparación a 1 voto por acción; el estándar para las acciones A-Share.

## Acciones ordinarias
Las acciones ordinarias son también conocidas como acciones de capital y son la forma más común de acciones en el Reino Unido. Una acción ordinaria da derecho a su titular a participar en los beneficios de la empresa (dividendos) y votar en las juntas generales de la compañía.
El valor residual de la empresa se llama acciones comunes. Un porcentaje de votación (también llamada acción común o una acción ordinaria) es una cuota de acción que da a los accionistas el derecho a voto en los asuntos de la política corporativa y de la composición de los miembros de la junta de directores.